# Operation Pike
Der Deckname Operation Pike bezieht sich auf eine für den Sommer 1940 geplante und vorbereitete strategische Bombardierung sowjetischer Ölfelder im Kaukasus (Erdölindustrie in Aserbaidschan) durch britisch-französische Truppen unter dem Kommando von Air Commodore John Slessor. Die UdSSR war seit Sommer 1939 mit dem Deutschen Reich verbündet, hatte Ostpolen besetzt und Finnland angegriffen, und lieferte Öl und Rohstoffe an das Reich. Das Risiko, die Rote Armee zum direkten Kriegseintritt gegen die Westmächte zu treiben, und der schnell beendete Westfeldzug verhinderte die Ausführung des Unternehmens. Die auf sich allein gestellten Briten arrangierten sich mit Moskau. Falls die deutsche Offensive in den Kaukasus 1942/43 (Unternehmen Edelweiß (Kaukasus)) erfolgreich Zugriff auf Ölfelder ermöglicht hätte sollte der Plan wieder aufgenommen werden.

## Der Plan
Die militärische Planung der Briten für dieses Unternehmen erfolgte während der ersten zwei Jahre des Zweiten Weltkriegs, als die Sowjetunion durch den Hitler-Stalin-Pakt zu einem Verbündeten Hitlerdeutschlands wurde, zumindest bei der Aufteilung Osteuropas und durch den Deutsch-Sowjetischen Wirtschaftsvertrag auch in rüstungs- bzw. rohstoffwirtschaftlicher Hinsicht. Die geplanten Luftangriffe hatten das strategische Ziel, die sowjetische Ölindustrie mit Schwerpunkt Baku zu zerstören, um die Mobilität der Roten Armee zu reduzieren und einen möglichen Zusammenbruch der sowjetischen Wirtschaft zu verursachen. Die Operation hatte auch das Ziel, damit Deutschland den Zugriff auf die sowjetischen Ressourcen zu verwehren. Die Planungen begannen im Dezember 1939. Im April 1940 wurde begonnen, sechs französische und drei britische Bomberstaffeln nach Syrien und Mossul im Irak zu verlegen. Am 17. April 1940 berichtete Maxime Weygand an Maurice Gamelin, dass die Vorbereitungen für die Bombardierung der Erdölfelder des Kaukasus so weit fortgeschritten seinen, dass die Operation im Zeitraum Ende Juni, Anfang Juli beginnen könne. Unter der Leitung von Sidney Cotton wurden im März und April Luftbilder der Ölfelder erstellt. Es sollten 117 Flugzeuge der Typen Farman F.221, Martin Maryland und Vickers Wellington eingesetzt werden. Sie waren mit Zusatztanks ausgestattet und sollten im Zeitraum von 10 bis 45 Tagen 324 t Bomben auf Batumi, Poti, Grosny und Baku abwerfen. Da der Boden der Ölfelder völlig mit Erdöl durchtränkt ist, nahm man an, die Ölfelder leicht in nicht löschbare Brände setzen zu können. Es wurde auch ein Einsatz von Bodentruppen und die Herbeiführung eines islamistischen Aufstandes erwogen.

## Aufdeckung des Plans
Am 25. Januar 1940 warnte Friedrich-Werner Graf von der Schulenburg, der deutsche Botschafter in Moskau, den sowjetischen Regierungschef und Außenminister Wjatscheslaw Michailowitsch Molotow vor einem britisch-französischen Vorgehen im Kaukasus. Am 16. Juni 1940 erbeutete die 9. deutsche Panzerdivision in La Charité-sur-Loire eine große Menge Geheimakten des französischen Generalstabs. Darunter befanden sich auch Akten zur Operation Pike. Nachdem ein Expertenstab die Echtheit bestätigt hatte, wurde der Plan ab dem 3. Juli 1940 von der deutschen Presse der Öffentlichkeit als Sensationsfund präsentiert. Hitler erwähnte den Plan in seiner Reichstagsrede vom 19. Juli 1940. Die Dokumente wurden im „Weißbuch Nr. 6“ publiziert.
Bei den Nürnberger Prozessen sagte Hermann Göring aus, dass er mit Fernaufklärern des Kommando Rowehl die Zusammenziehung französischer und englischer Flugzeugstaffeln für die Operation Pike in Syrien beobachten ließ.
Im Oktober 1940 schlug der britische Botschafter in Moskau Richard Stafford Cripps dem sowjetischen Außenminister Molotow ein Quid pro quo für eine neutrale Haltung der Sowjetunion im deutsch-britischen Krieg vor. Ein Punkt der britischen Gegenleistung umfasste den Verzicht von militärischen Maßnahmen gegen Baku und Batumi.